# Irish Son
Irish Son là album phòng thu solo đầu tay của nam ca sĩ Brian McFadden, đã được phát hành ngày 29 tháng 11 năm 2004. Trong album này, anh đã làm việc với Paul Barry, Guy Chambers và nhà sản xuất Mark Taylor.

## Danh sách track
| #   | Bài hát                                   | Thời lượng |
| --- | ----------------------------------------- | ---------- |
| 1.  | "Irish Son"                               | 4:20       |
| 2.  | "Real to Me"                              | 3:45       |
| 3.  | "Demons"                                  | 3:55       |
| 4.  | "Lose Lose Situation"                     | 3:25       |
| 5.  | "He's No Hero"                            | 3:50       |
| 6.  | "Sorry Love Daddy"                        | 3:54       |
| 7.  | "Pull Myself Away"                        | 3:24       |
| 8.  | "Be True to Your Woman"                   | 3:46       |
| 9.  | "Walking Disaster"                        | 3:21       |
| 10. | "Walking into Walls"                      | 3:45       |
| 11. | "Almost Here" (hợp tác với Delta Goodrem) | 3:46       |